# Вистер (Оклахома)
Вистер (енгл. Wister) град је у америчкој савезној држави Оклахома.

## Демографија
По попису из 2010. године број становника је 1.102, што је 100 (10,0%) становника више него 2000. године.
| Група             | 2000.       | 2010.       |
| Белци             | 826 (82,4%) | 804 (73,0%) |
| Афроамериканци    | 0 (0,0%)    | 2 (0,2%)    |
| Азијати           | 2 (0,2%)    | 1 (0,1%)    |
| Хиспаноамериканци | 22 (2,2%)   | 39 (3,5%)   |
| Укупно            | 1.002       | 1.102       |